# Comitas gentium
Comitas gentium (z łac. "grzeczność międzynarodowa") – w stosunkach międzynarodowych stanowi jednolitą praktykę, której nie towarzyszy przekonanie o niezbędności oraz wymagalności prawnej jej stosowania (opinio iuris sive necessitatis). Jest to kurtuazja w stosunkach międzynarodowych, której naruszenie nie pociąga za sobą odpowiedzialności prawnej wobec naruszyciela.
Przykłady norm kurtuazyjnych:
- zespół reguł dotyczących protokołu dyplomatycznego;
- oddanie honorów okrętom przez statki cywilne na pełnym morzu.